# Fallida

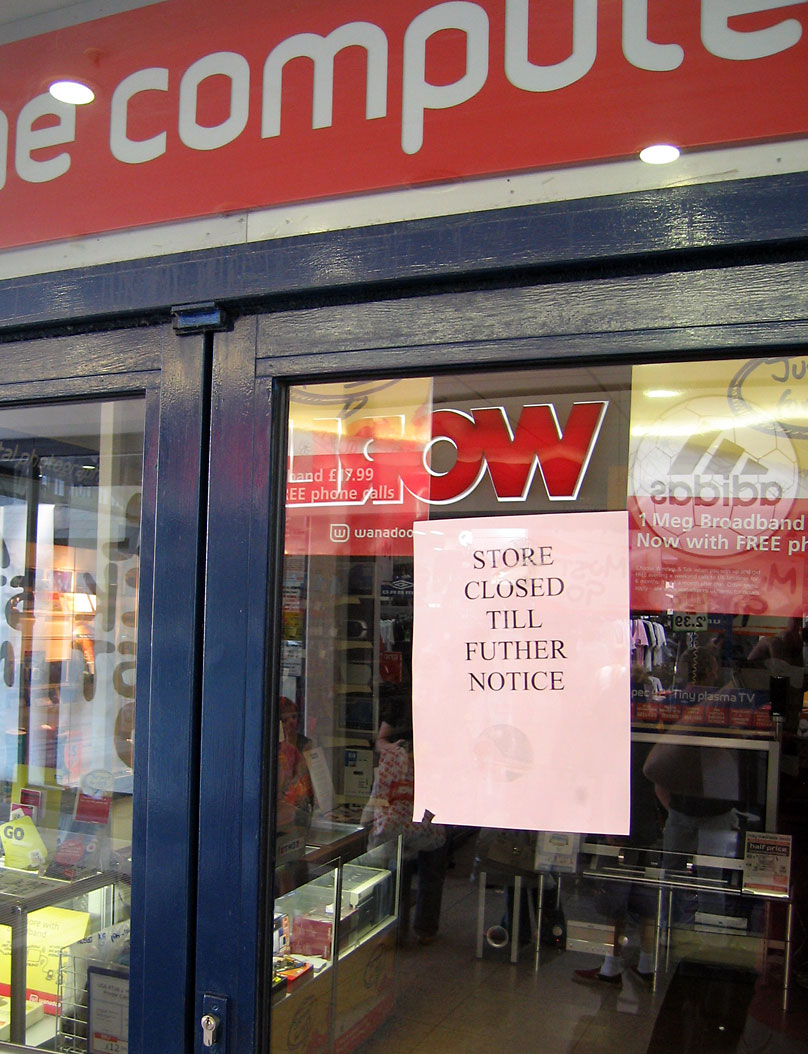
L'avís de la clausura enganxat a la porta d'una botiga d'informàtica l'endemà que la seva casa matriu, Granville Technology Group Ltd, fóra declarada "en fallida" al Regne Unit.

Una fallida, abatiment o bancarrota (del genovès medieval: bancarotta; en anglès: bankruptcy; en castellà: quiebra; en francès: banqueroute) és una situació jurídica en la qual una persona (persona física), empresa o institució (persones jurídiques) no pot plantar cara als pagaments que ha de realitzar (passiu exigible), perquè aquests són superiors als seus recursos econòmics disponibles (actius). A la persona física o jurídica que es troba en estat de fallida es denomina fallit. Quan el fallit o deutor es trobava declarat judicialment en «estat de fallida», es procedia a un judici de fallides. Al regne d'Espanya, amb l'aprovació de la llei 22/2003, concursal, la «institució de la fallida» quedà derogada i els 4 processos de declaració d'insolvència anteriors -fallida, suspensió de pagaments, concurs de creditors i quitança i espera, passaren a regir-se per un procediment únic anomenat procediment concursal, en el qual s'examina si el deutor pot atendre a part del deute amb el seu patrimoni a les obligacions de pagament pendents.

## Història de la bancarrota
A l'antiga Grècia la bancarrota no existia; si un home estava en deute i no pagava, tant ell, com la seva muller, com els seus fills i servents, eren forçats a l'esclavitud per deutes. Aquesta situació que es perllongava fins que el prestador no havia recuperat tot el seu préstec a través del treball forçós d'aquell que s'havia endeutat i no havia pagat. Diverses ciutats estat gregues limitaven, però, l'esclavitud per deutes a un període màxim de 5 anys; així mateix els esclaus per deutes impagats gaudien de protecció de la seva vida i els seus membres i, per tant, no podien esser ni executats ni mutilats, gaudi que no tenien la resta d'esclaus, limitant-se doncs el seu càstig a un estat de penúria i treball forçat. Altrament si transcorreguts els 5 anys el deute encara no havia estat retornat, eren els servents del deutor aquells que eren retinguts en estat d'esclavitud, normalment en unes condicions molt més dures.
El terme «bancarotta» deriva del genovès medieval Bancarotta, en referència a la taula de canvi de fusta -banca (del llatí bancum o bancus)- que feien servir els canviadors de moneda. Si aquests esdevenien insolvents, les autoritats de la ciutat procedien ritualment al trencament -rotta- de la taula de canvi en la que feia les seves operacions, de manera que es quedava amb la banca rotta.
L'origen d'aquest costum és a la Casa de la Llotja de Mar (Barcelona) al segle XIV.

## Característiques de la fallida
- És una situació d'insolvència generalitzada, el que ho diferencia de la suspensió de pagaments
- És una situació d'insolvència permanent en el temps.
- És una situació d'insolvència susceptible de ser apreciada objectivament a través de fets indiciados de fallida
- És una situació d'insolvència de tal magnitud que es torna insalvable per al deutor.

## Efectes de la declaració de fallida
- El fallit queda inhabilitat per a administrar els seus béns, aquesta administració passa a una tercera persona, anomenat síndic.
- Les obligacions exigibles a termini pendent esdevenen vençudes i immediatament exigibles;
- Es fixen els drets dels creditors, és a dir, aquests no poden millorar la seva situació amb posterioritat a la declaració de fallida;
- S'acumulen tots els judicis pendents contra el deutor fallit per a davant el jutge que està coneixent de la fallida;
- Els creditors perden el dret d'executar individualment al deutor fallit;
- Se li confereix al deutor fallit el dret de demanar aliments a la massa de creditors

## Regulació per estats
- Al regne d'Espanya Des del 1r de setembre del 2004 és en vigor la Llei 22/2003, de 9 de juliol, Concursal, derogant la normativa anterior i unificant els antics quatre procediments concursals fallida, suspensió de pagaments, concurs de creditors i quitança i espera per un sols, denominat concurs.
- A Argentina, aquesta institució és regulada en la Llei 24.522 de Concursos i Fallides, sancionada el 20 de juliol de 1995, promulgada el 7 d'agost del mateix any i publicada en el Butlletí Oficial l'endemà passat.
- A Xile, aquesta institució és regulada en la Llei 18.175 de Fallides, separada per XV títols que desglossen aquesta matèria, la Llei 18.175 està inclosa totalment en el Llibre IV del Codi de Comerç.